# Zamacra praeacutaria
Zamacra praeacutaria är en fjärilsart som beskrevs av Inoue 1976. Zamacra praeacutaria ingår i släktet Zamacra och familjen mätare. Inga underarter finns listade i Catalogue of Life.